# 2600
2600(이천육백)은 2599보다 크고 2601보다 작은 자연수다.

## 수학
- 합성수로, 그 약수는 총 24개다. (1, 2, 4, 5, 8, 10, 13, 20, 25, 26, 40, 50, 52, 65, 100, 104, 130, 200, 260, 325, 520, 650, 1300, 2600)
  - 2600의 진약수의 합은 3910이므로, 2600은 과잉수다.
- 24번째 사면체수다. 앞의 사면체수는 2300, 다음은 2925다.
- {\displaystyle 2600=40\times 65=50\times 52}
  - 연속하는 두 팔각수(40, 65)의 곱으로 나타낼 수 있으며, 이 성질을 지닌 앞의 수는 840, 다음 수는 6240이다.
  - 연속하는 두 짝수(50, 52)의 곱으로 나타낼 수 있으며, 이 성질을 지닌 앞의 수는 2400, 다음 수는 2808이다.
- {\displaystyle 2600=10^{2}+50^{2}=22^{2}+46^{2}=34^{2}+38^{2}}
  - 서로 다른 두 자연수의 제곱합으로 나타내는 방법이 세 가지인 수다.
- {\displaystyle 2600=51^{2}-1}

## 과학·기술
- NGC 2600(독일어판, 프랑스어판): 큰곰자리 방향에 있는 나선은하.
- ARP 2600(영어판): ARP 인스트루먼트(영어판)의 감산 합성기. (1971년 출시)
- 노키아 2600(영어판): 노키아의 휴대 전화. (2004년 출시)
- 아타리 2600: 아타리의 거치형 비디오 게임 콘솔. (1977년 출시)

## 기타
- 연도: 2600년, 기원전 2600년

## 같이 보기
- 2000